# 烏鎮鎮
烏鎮鎮（うちんちん、中国語: 乌镇镇、ウーヂェンヂェン、拼音: Wūzhèn Zhèn）は、中華人民共和国浙江省北部の嘉興市桐郷市の鎮。烏鎮鎮にある観光地の烏鎮は、「アジアのヴェネツィア」と呼ばれることもある。中国の5A級観光地（2010年認定）。

## 概要
大運河に面していて、古くからの、あるいは復元された江南の街並みが残る。
上海、杭州、蘇州を結ぶ三角形の真ん中あたりの交通が便利なところにあり、国内外の観光客が多い。
中国政府のIT政策を支える世界インターネット大会の永久開催施設であるインターネット国際会展センターがあり、国家主導でスマートシティ化が進められている。2017年には中国側が「人間と機械の最終決戦」と謳う人工知能のAlphaGoと世界トップ棋士の柯潔による囲碁対戦を行ったフューチャー・オブ・ゴ・サミットが開かれた。

## 交通
上海と杭州を結ぶG320国道上の桐郷市中心部から北西へ15㎞、嘉興市の中心部から西へ36㎞にある。杭州より80km、上海からは130km離れている。

## 参照項目
- 周荘鎮
- 宏村
- 中国歴史文化名鎮